# هاري كيم
هاري كيم (بالإنجليزية: Harry Kim)‏ هو مدرب رياضي وسياسي أمريكي، ولد في 1939 في الولايات المتحدة. حزبياً، نشط في الحزب الجمهوري. وقد انتخب Mayor of Hawaiʻi County ‏ ( – 1 ديسمبر 2008).